# Eleccions presidencials del Senegal de 1973
El 28 de gener de 1973 es van celebrar tant eleccions presidencials com legislatives al Senegal per a elegir un President i una Assemblea Nacional. En aquest moment el país era un estat unipartidista, amb la Unió Progressista Senegalesa (UPS) com a únic partit legal, per la qual cosa el seu líder, Léopold Sédar Senghor, va ser l'únic candidat en les eleccions presidencials i va ser reelegit sense oposició. En les eleccions a l'Assemblea Nacional, es va presentar als votants una llista de 100 candidats de la UPS (per als 100 escons) perquè votessin. La participació dels votants va ser del 93,0% en les eleccions parlamentàries i del 97% en les presidencials.